# Кремолино
Кремолино (итал. Cremolino) — коммуна в Италии, располагается в регионе Пьемонт, в провинции Алессандрия.
Население составляет 1041 человек (2008 г.), плотность населения составляет 72 чел./км². Занимает площадь 14 км². Почтовый индекс — 15010. Телефонный код — 0143.
Покровительницей коммуны почитается Пресвятая Богородица, празднование 16 июля.

## Демография
Динамика населения:

## Администрация коммуны
- Официальный сайт: https://web.archive.org/web/20060810001040/http://www.cremolino.com/